# Licciana Nardi
Licciana Nardi es una localidad italiana de la provincia de Massa-Carrara, región de Toscana, con 4.975 habitantes.

Ubicación de la ciudad de Licciana Nardi dentro de la provincia de Massa-Carrara.

## Evolución demográfica
| Gráfica de evolución demográfica de Licciana Nardi entre 1861 y 2001 |
|                                                                      |
| Fuente ISTAT - Elaboración gráfica por parte de Wikipedia            |